# Вурм, Николай Васильевич
Николай Васильевич Вурм (6 марта 1876 — 13 июля 1913) — офицер подводного плавания, командир подводной лодки «Пескарь».

## Биография
Окончил Морской кадетский корпус в 1897 и Минный офицерский класс (1902).
Мичман (15.09.1897). Лейтенант (14.04.1902).
Участник похода в Китай 1900—1901 гг. и русско-японской войны (в Цусимском сражении находился на миноносце «Буйный», погибшем 15 мая 1905 г.). С 15 мая 1905 года в японском плену.
С 09 апреля 1907 по 17 сентября 1908 — в запасе флота. Старший лейтенант (06.12.1909).
С 25 октября 1912 — командир подводной лодки «Пескарь». Капитан 2 ранга (14.04.1913). Смыт за борт во время шторма. Исключен из списков 22.07.1913.